# 수원 청련암 영산회상도
수원 청련암 영산회상도(水原 靑蓮庵 靈山會上圖)는 대한민국 경기도 수원시에 위치한 청련암에 있는 조선시대의 불화이다. 2009년 5월 21일 대한민국의 경기도 유형문화재 제221호로 지정되었다.
영산회상도의 불화승은 19세기 전반 경기도를 중심으로 활동한 불화승이며 경기도 지역의 불교회화와 불화승의 계보를 밝힐 수 있는 작품이다. 전각 내부를 꽉 차게 배치한 화면의 크기는 다른 사찰에서 볼 수 없는 중요한 특징이다.

## 같이 보기
- 청련암

## 참고 자료
- 수원 청련암 영산회상도 - 국가유산청 국가유산포털